# Sonho de Natal
Sonho de Natal ou simplesmente sonho é um doce típico da culinária de Portugal e Brasil, consumido tradicionalmente na quadra natalícia. A origem do nome é porque depois de fritos os sonhos tendem a ser um bolinho oco ou fofo e ligeiramente crocante logo algo fantástico que lembra um sonho.
Os sonhos de Natal são uma massa frita, apresentando uma forma esférica e uma tonalidade exterior alaranjada e uma tonalidade interior amarelada. Os seus ingredientes incluem leite, casca de limão, sal, farinha de trigo, ovos e óleo para a fritura .
Por vezes existe um pouco de confusão entre uma filhó e um sonho, sendo ambos fritos em formatos de bola bem comuns no Natal, as maiores diferenças são que uma filhó é uma massa levedada e um sonho é uma massa simples, logo podes fazer muito mais rapidamente sonhos.
Existem diversas variedades de sonhos, dependendo muito se são incluídos outros aromas, vegetais ou legumes um pouco como uma filhó, sendo os mais famosos, os sonhos de abóbora, sonhos de cenoura ou sonhos de maçã.

## Receita de Sonhos
A massa dos sonhos é preparada em vários passos, envolvendo a fervura do leite com a casca de limão e a farinha e a adição dos ovos. Segue-se a fritura, sendo colocadas colheradas de massa em óleo quente, moldadas em forma de bola, que devem fritar de ambos os lados . 
Durante a fritura, normalmente os sonhos viram-se sozinhos.
Por fim, podem ser servidos polvilhados apenas com açúcar, com uma combinação de açúcar e canela ou com uma calda .